# Parlamentsvalet i Nederländerna 2023
Parlamentsvalet i Nederländerna 2023 hölls den 22 november 2023. Ursprungligen skulle valet ha tagits plats i mars 2025 men en kris i Mark Ruttes fjärde regering i en asylfråga fick till följd att nyval utlystes redan i november 2023. Valet innebar att Frihetspartiet, lett av Geert Wilders, blev största partiet i parlamentet för första gången. 

## Valsystem
Det holländska parlamentet, Generalstaterna, består av två kammare. De 75 ledamöterna i första kammaren – senaten – väljs inte direkt av folket, utan av parlamenten i de tolv provinserna. Andra kammaren (Tweede Kamer) väljs vanligtvis vart fjärde år, av holländska medborgare över 18 år. Den andra kammaren - som valet ifråga gällde - har den lagstiftande makten, men alla lagar och överenskommelser enligt internationell rätt måste godkännas av senaten. Nederländerna tillämpar proportionellt valsystem, där hela landet utgör en enda valkrets.

## Reaktioner
Valvinnaren Geert Wilders fick strax efter valet lyckönskningar från likasinnade ledare och partier, däribland Ungerns premiärminister Viktor Orbán och ledaren för Frankrikes ytterhögerparti Nationell samling, Marine Le Pen.

### Bland rubrikerna efter valet kan nämnas
- "En chockvåg sprider sig över Nederländerna och Europa", Dagens Nyheter, 23/11[2]

- "Dutch election: Anti-Islam populist Geert Wilders wins dramatic victory", BBC, 23/11[3]

- "Dutch election: Anti-Islam, far-right Geert Wilders bags shock victory", Euronews, 23/11[4]